# Каплинский, Исроэль-Михель
Исроэль-Михель Каплинский (1874 — 1918/1919 Саратов, РСФСР) (агентурный псевдоним — Павлов) — один из видных деятелей Бунда, агент ЦК Бунда,  агент Департамента полиции.

## Биография
Родился в бедной еврейской семье. Получил начальное образование. Работник типографии. 
25—27 сентября 1897 г. — делегат I (Учредительного) съезда Всеобщего еврейского рабочего союза (Бунда). Один из организаторов и работников подпольной типографии в Бобруйске (Белоруссия).
В ночь на 26 июня 1898 г. типография была разгромлена сотрудниками Департамента полиции. Работники типографии, в том числе Каплинский с женой Мерл были арестованы. По распоряжению руководства Департамента полиции, арестованные были этапированы в Москву. В результате бесед, проводимых начальником Московского охранного отделения С. В. Зубатовым, Каплинский согласился стать агентом Департамента полиции. Судебным решением, за организацию и работу нелегальной типографии, Каплинский был приговорён к ссылке на 4 года в Сибирь. Выпущен из-под стражи после суда и продолжил свою революционную и агентурную деятельность. В 1900 году по информации Каплинского раскрыта организация Бунда в Ковно.
В 1901 году делегат IV съезда Бунда от партийной организации г. Двинска (Витебская губерния) (ныне Латвия). С 1903 года работал по заданию охранного отделения в г. Вильно в социал-демократических организациях.
Разоблачён в конце 1909 года бывшим сотрудником Департамента полиции Л. П. Меньщиковым.
Жил в Казани и Саратове.
После Февральской революции, в апреле 1917 года арестован в Саратове губернской властью Временного правительства. После Октябрьской революции и прихода к власти большевиков в Саратове (июль 1918 г.), были рассмотрены результаты проведённого следствия, и по приговору революционного трибунала Каплинский был расстрелян.